# Антипин, Алексей Александрович
Алексей Александрович Антипин (7 (20) февраля 1904—1976) — кораблестроитель, принимал участие в испытаниях первой советской дизель-электрической подводной лодки «Декабрист», начальник конструкторских бюро ЦКБ-18, СКБ-143, главный конструктор подводной лодки проекта 617, инженер-капитан 1 ранга.

## Биография
Алексей Александрович Антипин родился 7 (20) февраля 1904 года в селе Буяково Костромской губернии (ныне Сусанинский район Костромской области) в семье шапочного мастера Александр Васильевич Антипина.
В 1920 году окончил 5 классов Первой костромской гимназия, затем Первую трудовую школу-коммуну второй ступени. Работал в Укоме РКСМ Костромы на должности инструктора, затем — на платной должности члена исполкома учащихся Первой трудовой школы-коммуны. В марте 1922 года А. А. Антипин по комсомольской мобилизации ушёл служить на флот. С марта 1922 по ноябрь 1922 год служил в звании молодой моряк Второго флотского экипажа Балтийского флота, затем учился в электроминной школе в Кронштадте. С апреля по октябрь 1924 года служил старшим электриком линкора «Марат».
В октябре 1924 года поступил в Высшее военно-морское инженерное училище им. Ф. Э. Дзержинского, которое окончил в 1929 году. В 1927 году вступил в ряды ВКП(б). Служил помощником командира роты 2-го Балтийского флотского экипажа. С января 1930 года был приёмщиком в Комиссии по наблюдению за постройкой кораблей на Балтийском и других ленинградских судостроительных заводах. В 1930 году принимал участие в испытаниях первой советской дизель-электрической подводной лодки «Декабрист», построенной на Балтийском заводе.
С 1931 по 1935 год служил старшим инженером, помощником начальника сектора Технического управления Управления Военно-морских сил РККА. В марте 1935 года был назначен Уполномоченным Управления кораблестроения в Коломне. В 1936 году переведён в Сормово старшим военпредом 6-го отдела УВМС РККА. В 1937—1945 годах работал начальником группы, заместителем главного инженера и начальником отдела 5-го Главного управления Народного комиссариата Судостроительной промышленности СССР, ведавшего конструкторскими бюро и научно-исследовательскими институтами ВМФ. В феврале 1944 года капитан 2 ранга А. А. Антипин был награждён орденом Красной Звезды, в том же году произведён в звание капитан 1 ранга и в ноябре 1944 года награждён орденом Красного Знамени.

Модель ПЛ C-99 проекта 617, единственной советской субмарины с двигателем Вальтера. Главный конструктор А. А. Антипин

В 1945 году был назначен начальником ЦКБ № 18 (ныне Центральное конструкторское бюро морской техники «Рубин»). Летом 1945 года был направлен в Германию для работы в созданном там конструкторском бюро ВМФ, задачей которого являлось сбор сведений о немецких подводных лодках с парогазотурбинной установкой. В 1947 году в  Бланкенбурге, в так называемом «бюро Антипина» были восстановлены эскизные проекты немецкой подводной лодки Гельмута Вальтера и её энергоустановки. «Бюро Антипина» работало в Германии до расформирования в конце 1947 года. На его базе было создано СКБ Минсудпрома СССР, но уже в 1948 году оно было расформировано, а весь персонал был переведён в Ленинград и зачислен в созданное Специальное конструкторское бюро № 143 (ныне СПМБМ «Малахит»), которое возглавил А. А. Антипин.
В СКБ-143 продолжились начатые в ЦКБ-18 и «Бюро Антипина» работы по подводной лодке проекта 617 с парогазовой турбинной установкой, использовавшей в качестве окислителя высококонцентрированную перекись водорода (т. н. цикл Вальтера). 5 февраля 1951 года на Ленинградском судомеханическом заводе на основе этого проекта была заложена опытная подводная лодка «С-99». 5 февраля 1952 года состоялся её спуск на воду, 16 июня прошли швартовые испытания. В 1953 году СКБ-143 было перепрофилировано на проектирование атомных подводных лодок. 18 февраля 1953 года А. А. Антипин был освобождён от должности начальника СКБ-143 и переведён в ЦКБ-18 на должность главного конструктора подводной лодки проекта 617. Конструкторское бюро, которое занималось проектом было возвращено в ЦКБ-18 вместе с испытательными стендами, химической лабораторией, научно-исследовательскими отделами. Работы по созданию опытной подводной лодки «С-99» проекта 617 завершились передачей её в состав ВМФ СССР в 1956 году. В приёмном акте подводной лодки «С-99» Государственной комиссии было отмечено: «…по широкому диапазону больших подводных скоростей и дальностям хода с этими скоростями подводная лодка не имеет себе равных в составе отечественного флота, что значительно расширяет тактические возможности боевого использования подводных лодок такого типа».
В 1954 году А. А. Антипин вышел на пенсию по болезни (инфаркт, ослеп на один глаз.). Из-за болезни не смог заниматься любимым делом, на пенсии увлёкся столярным делом и радиолюбительством, спроектировал и изготовил оригинальный транзисторный приёмник.
Умер Антипин Алексей Александрович в 1976 году. Похоронен в Ленинграде.

## Награды
За время своей службы А. А. Антипин был награждён многими орденами и медалями:
- Орден Ленина;
- Орден Красного Знамени;
- Орден Отечественной войны I степени;
- Орден Трудового Красного Знамени
- Орден Красной Звезды;
- Орден «Знак Почёта»
- Медали, в том числе «За победу над Германией в Великой Отечественной войне 1941—1945 гг.» и другие.

## Семья
Алексей Александрович Антипин был женат на Софье Антипиной (урождённая Боровская), дочери костромского кондитера Боровского. Свадьба состоялась в Ленинграде 31 января 1928 года, без согласия родителей. Семья проживала в Ленинграде. В семье была дочь Регина (в замужестве Тыклина).